# Pteromalidae

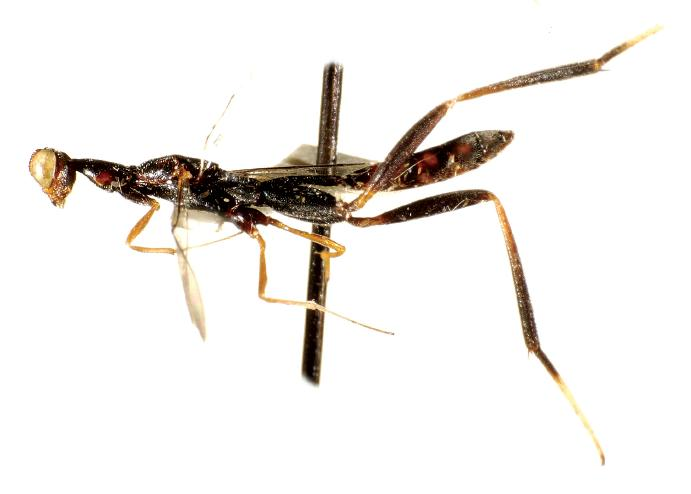
Leptofoenus stephanoides, macho

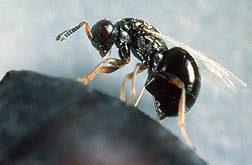
Nasonia

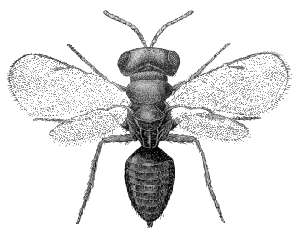
Pteromalus puparum

Los pteromálidos (Pteromalidae) son una familia de himenópteros apócritos de la superfamilia Chalcidoidea con unas 3450 especies descritas, en tal vez 640 géneros. Son parásitos o, más correctamente parasitoides. Sin duda esta familia tendrá que ser subdividida en familias monofiléticas en el futuro.

## Descripción
Son generalmente de color metálico, de tamaño entre 1 y 48 mm de largo. Con tarsos de 5 sementos y sin las características de las otras familias con 5 segmentos en el tarso. Las antenas tienen entre 8 y 13 segmentos.

## Ecología
Presentan una variedad de estilos de vida. Algunos son solitarios y otros gregarios, pueden ser parasitoides externos (ectoparasitoides) o internos (endoparasitoides); que no mata al huésped inmediatamente (koinobiontes) o paralizan al huésped así que muere (idiobiontes). Algunos son hiperparasitoides, o sea que parasitan a otros parasitoides. Hasta existen algunos depredadores que matan a su presa.
Las subfamilias Epichrysomallinae, Sycoecinae, Otitesellinae y Sycoryctinae contienen especies que son avispas de los higos. Algunas hacen agallas dentro del higo; otras son parasitoides de otras especies de avispas de los higos.

## Subfamilias (35)
Asaphinae -
Austrosystasinae -
Austroterobiinae -
Ceinae -
Cerocephalinae -
Chromeurytominae -
Cleonyminae -
Coelocybinae -
Colotrechninae -
Cratominae -
Diparinae -
Ditropinotellinae -
Elatoidinae -
Epichrysomallinae -
Erotolepsiinae -
Eunotinae -
Eutrichosomatinae -
Herbertiinae -
Keiraninae -
Leptofoeninae -
Louriciinae -
Macromesinae -
Miscogasterinae -
Nefoeninae -
Neodiparinae -
Ormocerinae -
Otitesellinae – 
Panstenoninae -
Parasaphodinae -
Pireninae -
Pteromalinae -
Spalangiinae -
Storeyinae -
Sycoecinae -
Sycoryctinae

### Géneros (591 + 1†)
Ablaxia 
- Abomalus 
- Acaenacis 
- Acerocephala 
- Acoelocyba 
- Acroclisella 
- Acroclisis 
- Acroclisissa 
- Acroclisoides 
- Acroclypa 
- Acrocormus 
- Aditrochus 
- Aeschylia 
- Afropsilocera 
- Agamerion 
- Aggelma 
- Agiommatus 
- Agrilocida 
- Aiemea 
- Allocricellius 
- Alloderma 
- Alticornis 
- Alyxiaphagus 
- Amandia 
- Amazonisca 
- Amblyharma 
- Amblypachus 
- Ambogaster 
- Amerostenus 
- Ammeia 
- Amoturella 
- Amphidocius 
- Andersena 
- Angulifrons 
- Anisopteromalus 
- Ankaratrella 
- Anogmoides 
- Anogmus 
- Anorbanus 
- Apelioma 
- Aphobetus 
- Apsilocera 
- Apycnetron 
- Arachnopteromalus 
- Ardilea 
- Arriva 
- Arthrolytus 
- Asaphes 
- Asaphoideus 
- Asparagobius 
- Atrichomalus 
- Ausasaphes 
- Australeunotus 
- Australicesa 
- Australolaelaps 
- Australurios 
- Austrosystasis 
- Austroterobia 
- Bairamlia 
- Balrogia 
- Baridobius 
- Blascoa 
- Bofuria 
- Boharticus 
- Bohpa 
- Bomburia 
- Bonitoa 
- Boucekina 
- Boucekius 
- Brachycaudonia 
- Brachyscelidiphaga 
- Bruesisca 
- Bubekia 
- Bubekiana 
- Bugacia 
- Bulolosa 
- Bupronotum 
- Caenacis 
- Caenocrepis 
- Callicarolynia 
- Callimerismus 
- Callimomoides 
- Calliprymna 
- Callitula 
- Callocleonymus 
- Calolelaps 
- Cameronella 
- Canada 
- Canberrana 
- Capellia 
- Catolaccus 
- Cavitas 
- Cea 
- Cecidellis 
- Cecidolampa 
- Cecidostiba 
- Cecidoxenus 
- Cephaleta 
- Ceratetra 
- Cerocephala 
- Cerodipara 
- Chadwickia 
- Chalcedectus 
- Chalcidiscelis 
- Cheiropachus 
- Chimaerolelaps 
- Chlorocytus 
- Choetospilisca 
- Chromeurytoma 
- Chrysoglyphe 
- Cleonymus 
- Coelocyba 
- Coelocyboides 
- Coelopisthia 
- Collentis 
- Collessina 
- Colotrechnus 
- Conigastrus 
- Conodipara 
- Conomorium 
- Conophorisca 
- Cooloolana 
- Coruna 
- Cratomus 
- Cryptoprymna 
- Cybopella 
- Cyclogastrella 
- Cyrtogaster 
- Cyrtophagoides 
- Cyrtoptyx 
- Dasycleonymus 
- Dasyneurophaga 
- Delisleia 
- Delucchia 
- Desantisiana 
- Dibrachoides 
- Dibrachys 
- Diconocara 
- Diglochis 
- Dimachus 
- Dinarmoides 
- Dinarmolaelaps 
- Dinarmus 
- Dineuticida 
- Dinotiscus 
- Dinotoides 
- Diourbelia 
- Dipachystigma 
- Dipara 
- Dirhicnus 
- Ditropinotella 
- Divna 
- Doddifoenus 
- Doganlaria 
- Dorcatomophaga 
- Dozodipara 
- Drailea 
- Dudichilla 
- Dvalinia 
- Ecrizotes 
- Ecrizotomorpha 
- Elachertodomyia 
- Elachertoidea 
- Elatoides 
- Elderia 
- Encyrtocephalus 
- Endomychobius 
- Enoggera 
- Eopteromalites 
- Epanogmus 
- Epelatus 
- Epicatolaccus 
- Epicopterus 
- Epipteromalus 
- Epistenia 
- Epiterobia 
- Erdoesia 
- Erdoesina 
- Erixestus 
- Erotolepsia 
- Erotolepsiella 
- Errolia 
- Erythromalus 
- Espinosa 
- Eucoelocybomyia 
- Eulonchetron 
- Eumacepolus 
- Euneura 
- Eunotomyiia 
- Eunotopsia 
- Eunotus 
- Eupelmophotismus 
- Eurydinota 
- Eurydinoteloides 
- Eurydinotomorpha 
- Eurytomomma 
- Eutelisca 
- Euteloida 
- Eutrichosoma 
- Ezgia 
- Fanamokala 
- Fedelia 
- Ferrierelus 
- Ficicola 
- Fijita 
- Frena 
- Fusiterga 
- Gahanisca 
- Gastracanthus 
- Gastrancistrus 
- Gbelcia 
- Genangula 
- Globimesosoma 
- Globonila 
- Glorimontana 
- Glyphognathus 
- Glyphotoma 
- Gnathophorisca 
- Goidanichium 
- Golovissima 
- Grissellium 
- Grooca 
- Guancheria 
- Gugolzia 
- Guinea 
- Guolina 
- Gyrinophagus 
- Habritella 
- Habritys 
- Habromalina 
- Hadroepistenia 
- Haliplogeton 
- Halomalus 
- Halticoptera 
- Halticopterella 
- Halticopterina 
- Halticopteroides 
- Hansonita 
- Harrizia 
- Hedqvistia 
- Hedqvistina 
- Helocasis 
- Hemadas 
- Hemitrichus 
- Herbertia 
- Heteroprymna 
- Heteroschema 
- Hetreulophus 
- Heydenia 
- Heydeniopsis 
- Hillerita 
- Hirtonila 
- Hlavka 
- Hobbya 
- Holcaeus 
- Homoporus 
- Hubena 
- Huberina 
- Hyperimerus 
- Hypopteromalus 
- Idioporus 
- Indoclava 
- Inkaka 
- Ischyroptyx 
- Ismaya 
- Isocyrtella 
- Isocyrtus 
- Isoplatoides 
- Jaliscoa 
- Janssoniella 
- Kaleva 
- Kazina 
- Keesia 
- Keirana 
- Kerya 
- Klabonosa 
- Kneva 
- Kratinka 
- Kratka 
- Krivena 
- Ksenoplata 
- Kukua 
- Kumarella 
- Laesthiola 
- Lampoterma 
- Lamprotatus 
- Lanthanomyia 
- Lariophagus 
- Lasallea 
- Laticlypa 
- Lelaps 
- Lelapsomorpha 
- Lenka 
- Leodamus 
- Leptofoenus 
- Leptogasterites 
- Leptomeraporus 
- Licteria 
- Liepara 
- Lincolna 
- Lisseurytoma 
- Lomonosoffiella 
- Lonchetron 
- Longinucha 
- Lycisca 
- Lyrcus 
- Lysirina 
- Lyubana 
- Macroglenes 
- Macromesus 
- Makaronesa 
- Manineura 
- Maorita 
- Marxiana 
- Mauleus 
- Mayrellus 
- Mazinawa 
- Megadicylus 
- Megamelanosoma 
- Melancistrus 
- Merallus 
- Meraporus 
- Merismoclea 
- Merismomorpha 
- Merismus 
- Merisus 
- Mesamotura 
- Mesolelaps 
- Mesolelaps 
- Mesopeltita 
- Mesopolobus 
- Metacolus 
- Metastenus 
- Meximalus 
- Micradelus 
- Mimencyrtus 
- Mirekia 
- Miristhma 
- Miscogaster 
- Miscogasteriella 
- Mnoonema 
- Mokrzeckia 
- Monazosa 
- Monoksa 
- Moranila 
- Morodora 
- Muesebeckisia 
- Muscidifurax 
- Myrmicolelaps 
- Nadelaia 
- Nambouria 
- Narendrella 
- Nasonia 
- Nazgulia 
- Neanica 
- Neapterolelaps 
- Neboissia 
- Nedinotus 
- Nefoenus 
- Neocalosoter 
- Neocatolaccus 
- Neochalcissia 
- Neocylus 
- Neodipara 
- Neoepistenia 
- Neolelaps 
- Neolyubana 
- Neoperilampus 
- Neopolycystus 
- Neosciatheras 
- Neoskeloceras 
- Neotoxeumorpha 
- Nephelomalus 
- Nepistenia 
- Nerotolepsia 
- Netomocera 
- Nikolskayana 
- Nodisoplata 
- Norbanus 
- Nosodipara 
- Notanisus 
- Notoglyptus 
- Notoprymna 
- Novitzkyanus 
- Nuchata 
- Oaxa 
- Obalana 
- Ogloblinisca 
- Omphalodipara 
- Oniticellobia 
- Oodera 
- Oomara 
- Ophelosia 
- Oricoruna 
- Ormocerus 
- Ormyromorpha 
- Ottaria 
- Ottawita 
- Oxyglypta 
- Oxyharma 
- Oxysychus 
- Pachycrepoideus 
- Pachyneuron 
- Pachyneuronella 
- Pandelus 
- Panstenon 
- Papuopsia 
- Parabruchobius 
- Paracarotomus 
- Paracerocephala 
- Paracroclisis 
- Paradinarmus 
- Paraiemea 
- Paralaesthia 
- Paralamprotatus 
- Paralycisca 
- Parasaphodes 
- Paratomicobia 
- Parepistenia 
- Paroxyharma 
- Patiyana 
- Peckianus 
- Pegopus 
- Peridesmia 
- Perilampella 
- Perilampidea 
- Perilampomyia 
- Perniphora 
- Pestra 
- Petipirene 
- Pezilepsis 
- Phaenocytus 
- Plastobelyta 
- Platecrizotes 
- Platneptis 
- Platygerrhus 
- Platypteromalus 
- Playaspalangia 
- Ploskana 
- Plutothrix 
- Podivna 
- Polstonia 
- Premiscogaster 
- Procallitula 
- Proglochin 
- Promerisus 
- Promuscidea 
- Propicroscytus 
- Propodeia 
- Proshizonotus 
- Protoepistenia 
- Pseudanogmus 
- Pseudetroxys 
- Pseudocatolaccus 
- Pseudoceraphron 
- Psilocera 
- Psilonotus 
- Psychophagoides 
- Psychophagus 
- Pterapicus 
- Pterisemoppa 
- Pteromalinites 
- Pteromalus 
- Pterosemigastra 
- Pterosemopsis 
- Ptinocida 
- Pycnetron 
- Pyramidophoriella 
- Queenslandia 
- Quercanus 
- Rakosina 
- Raspela 
- Rhaphitelus 
- Rhicnocoelia 
- Rhopalicus 
- Riekisura 
- Rivasia 
- Rohatina 
- Romanisca 
- Roptrocerus 
- Scaphepistenia 
- Sceptrothelys 
- Schimitschekia 
- Schizonotus 
- Sciatherellus 
- Scutellista 
- Sedma 
- Seladerma 
- Selimnus 
- Semiotellus 
- Sennia 
- Shedoepistenia 
- Sigynia 
- Sirovena 
- Sisyridivora 
- Solenura 
- Sorosina 
- Spalangia 
- Spalangiopelta 
- Spaniopus 
- Spathopus 
- Sphaeripalpus 
- Sphegigaster 
- Sphegigastrella 
- Sphegipterosema 
- Sphegipterosemella 
- Spilomalus 
- Spinancistrus 
- Spintherus 
- Spodophagus 
- Staurothyreus 
- Stenetra 
- Stenomalina 
- Stenophrus 
- Stenoselma 
- Stichocrepis 
- Stictolelaps 
- Stictomischus 
- Stinoplus 
- Storeya 
- Strejcekia 
- Striatacanthus 
- Sympotomus 
- Synedrus 
- Syntomopus 
- Systasis 
- Systellogaster 
- Systolomorpha 
- Szelenyinus 
- Tanina 
- Tanzanicesa 
- Teasienna 
- Telepsogina 
- Termolampa 
- Terobiella 
- Thaumasura 
- Thektogaster 
- Theocolax 
- Thinodytes 
- Thureonella 
- Tomicobia 
- Tomicobiella 
- Tomicobomorpha 
- Tomicobomorphella 
- Tomocerodes 
- Toxeuma 
- Toxeumella 
- Toxeumelloides 
- Toxeumorpha 
- Trichargyrus 
- Trichilogaster 
- Trichokaleva 
- Trichomalopsis 
- Trichomalus 
- Tricolas 
- Tricyclomischus 
- Trigonoderopsis 
- Trigonoderus 
- Trigonogastrella 
- Trinotiscus 
- Tripteromalus 
- Tritneptis 
- Trjapitzinia 
- Trychnosoma 
- Tsela 
- Tumor 
- Uniclypea 
- Uriellopteromalus 
- Urolepis 
- Urolycisca 
- Usubaia 
- Uzka 
- Velepirene 
- Veltrusia 
- Vespita 
- Vrestovia 
- Watshamia 
- Westra 
- Westwoodiana 
- Wubina 
- Xantheurytoma 
- Xestomnaster 
- Xiphydriophagus 
- Yanchepia 
- Yosemitea 
- Yrka 
- Yusufia 
- Zdenekiana 
- Zeala 
- Zebe 
- Zolotarewskya 
†- Dominocephala
Pteromalus cassotis es un parasitoide de la mariposa monarca.